# 27 май
27 май е 147-ият ден в годината според григорианския календар (148-и през високосна). Остават 218 дни до края на годината.

## Събития
- 1328 г. – Филип VI, първи представител на династията Валоа, става крал на Франция.
- 1703 г. – Руският цар Петър Велики основава Санкт Петербург.
- 1717 г. – Нова Гранада става самостоятелно вицекралство на Испания.
- 1850 г. – Населението в Белоградчишко се вдига на въстание, прераснало в цяла Северозападна България и известно като Видинско въстание.
- 1866 г. – В Букурещ е създаден Таен български централен комитет (ТБЦК), приемник на който по-късно става БРЦК.
- 1870 г. – Васил Левски преминава от Румъния в България със задачата да създаде мрежа от местни революционни комитети.
- 1925 г. – Извършена е последната публична екзекуция в Европа – обесване на извършителите на атентата в църквата „Света Неделя“ Марко Фридман, Петър Задгорски и Георги Коев.
- 1937 г. – Пуснат е в експлоатация мостът Голдън Гейт в Сан Франциско.
- 1940 г. – Втората световна война: При клането при Па дьо Кале са убити 97 британски войници от части на 3-та СС дивизия Тотенкопф.
- 1941 г. – Втората световна война: След постъпки на властта в София от немските лагери са освободени около 12 700 македонски българи – военнопленници.
- 1941 г. – Втората световна война: Британската военна флота потапя в Северно море германския линеен кораб Бисмарк.
- 1942 г. – Втората световна война – в Прага в 10:32 ч. се извършва атентат срещу СС обергрупенфюрера Райнхард Хайдрих.
- 1943 г. – Втората световна война: Създаден е Национален фронт на съпротивата във Франция.
- 1949 г. – Официално е създадена Японската асоциация по карате.
- 1950 г. – Американският певец Франк Синатра за първи път се представя в телевизионно предаване.
- 1960 г. – Демократичното правителство в Турция е свалено чрез военен преврат.
- 1971 г. – Със заповед №9 – 4 на Министерството на народната просвета в град Бургас е открита ПМГ „Акад. Никола Обрешков“.
- 1974 г. – Жак Ширак е избран за министър-председател на Франция.
- 1985 г. – В Рим започва процес за съучастие в атентата срещу Йоан Павел II на Сергей Антонов и задочно – на Тодор Айвазов и Жельо Василев.
- 1993 г. – СДС внася вот на недоверие на правителството на Любен Беров, но парламентът го отхвърля.
- 1994 г. – Съветският писател-дисидент Александър Солженицин се завръща в родината си след 20-годишно принудително изгнание в САЩ.
- 1999 г. – Карла дел Понте, главен обвинител на Международния наказателен трибунал за бивша Югославия в Хага, повдига обвинение срещу Слободан Милошевич за военни престъпления и престъпления срещу човечеството, извършени в Косово.
- 2006 г. – Земетресение на остров Ява (Индонезия) с магнитуд 6,2 по Скалата на Рихтер отнема живота на около 4600 души.
- 2009 г. – В Рим се играе Финала на Европейската купа на шампионите по футбол. ФК Барселона побеждава ФК Манчестър Юнайтед с 2:0 с голове на Самюел Ето'о и Лионел Меси.
- 2010 г. – Състои се втори полуфинал на песенния конкурс Евровизия 2010.

## Родени
- 1332 г. – Ибн Халдун, арабски учен († 1406 г.)
- 1623 г. – Уилям Пети, английски учен († 1687 г.)
- 1799 г. – Жак Фроментал Халеви, френски композитор († 1862 г.)
- 1822 г. – Йоханес Дайкер, германски художник († 1895 г.)
- 1833 г. – Тодор Шишков, български книжовник († 1896 г.)
- 1837 г. – Иван Крамской, руски художник († 1887 г.)
- 1864 г. – Анте Трумбич, хърватски политик († 1938 г.)
- 1867 г. – Арнолд Бенет, английски писател и критик († 1931 г.)
- 1878 г. – Панарет Брегалнишки, български духовник († 1944 г.)
- 1884 г. – Макс Брод, австрийски писател († 1968 г.)
- 1894 г. – Дашиъл Хамет, американски писател († 1961 г.)
- 1894 г. – Луи-Фердинан Селин, френски писател († 1961 г.)
- 1897 г. – Джон Кокрофт, британски физик, Нобелов лауреат († 1967 г.)
- 1897 г. – Милко Бичев, български архитект († 1972 г.)
- 1903 г. – Никола Фурнаджиев, български поет († 1968 г.)
- 1907 г. – Рейчъл Карсън, американска зооложка († 1964 г.)
- 1917 г. – Владимир Кабаиванов, български химик († 2008 г.)
- 1918 г. – Ясухиро Накасоне, министър-председател на Япония († 2019 г.)
- 1920 г. – Бранко Пендовски, писател от Република Македония († 2006 г.)
- 1922 г. – Кристофър Лий, британски актьор († 2015 г.)
- 1923 г. – Хенри Кисинджър, Държавен секретар на САЩ, Нобелов лауреат през 1973 г. († 2023 г.)
- 1926 г. – Атанас Пацев, български художник († 1999 г.)
- 1930 г. – Джон Барт, американски писател
- 1931 г. – Филип Котлър, маркетинг специалист
- 1934 г. – Харлан Елисън, американски писател († 2018 г.)
- 1937 г. – Жерар Клайн, френски писател
- 1939 г. – Сократис Кокалис, гръцки бизнесмен
- 1942 г. – Пиърс Къредж, британски пилот от Формула 1 († 1970 г.)
- 1943 г. – Димитър Митов, български художник
- 1948 г. – Александър Волков, руски космонавт
- 1953 г. – Йордан Александров Димитров, български генерал
- 1956 г. – Джузепе Торнаторе, италиански режисьор
- 1958 г. – Румен Пенин, български учен
- 1959 г. – Венцислав Рангелов, български треньор
- 1961 г. – Жорета Николова, българска актриса
- 1964 г. – Бисер Цолов, български учен
- 1964 г. – Елена Йончева, българска журналистка
- 1967 г. – Пол Гаскойн, английски футболист
- 1970 г. – Бианка Панова, българска гимнастичка
- 1976 г. – Анита Блонд, унгарска порно актриса
- 1978 г. – Иван Юруков, български актьор
- 1981 г. – Йозгюр Чевик, турски актьор
- 1990 г. – Крис Колфър, американски актьор
- 1991 г. – Ксения Первак, професионална тенисистка от Русия

## Починали
- 927 г. – Симеон I, цар на българите (* 864 г.-865)
- 1508 г. – Лудовико Сфорца, италиански благородник, меценат на изкуството (* 1452 г.)
- 1525 г. – Томас Мюнцер, немски теолог (* 1489 г. или 1495)
- 1564 г. – Жан Калвин, швейцарски религиозен реформатор (* 1509 г.)
- 1610 г. – Франсоа Раваяк, френски убиец (* 1578 г.)
- 1690 г. – Джовани Легренци, италиански бароков композитор (* 1626 г.)
- 1797 г. – Франсоа Бабьоф, френски революционер (* 1760 г.)
- 1840 г. – Николо Паганини, генуезки виолинист и композитор (* 1782 г.)
- 1876 г. – Таньо Стоянов, български революционер (* 1846 г.)
- 1902 г. – Агапий Войнов, български просветен деец (* 1838 г.)
- 1910 г. – Роберт Кох, германски учен, Нобелов лауреат през 1905 г. (* 1843 г.)
- 1933 г. – Люба Ивошевич, съпруга на Георги Димитров (* 1882 г.)
- 1939 г. – Йозеф Рот, австрийски писател (* 1894 г.)
- 1963 г. – Акилино Рибейро, португалски писател (* 1885 г.)
- 1964 г. – Джавахарлал Неру, индийски революционер и държавник (* 1889 г.)
- 1988 г. – Ернст Руска, немски физик, Нобелов лауреат през 1986 г. (* 1906 г.)
- 1989 г. – Арсений Тарковски, руски поет (* 1907 г.)
- 1992 г. – Майкъл Толбът, американски писател (* 1953 г.)
- 1993 г. – Тодор Боров, български литературен историк и библиограф (* 1901 г.)
- 2000 г. – Морис Ришар, канадски хокеист (* 1921 г.)
- 2003 г. – Лучано Берио, италиански композитор (* 1925 г.)
- 2011 г. – Джеф Конауей, американски актьор (* 1950 г.)
- 2014 г. – Станка Пенчева, българска поетеса (* 1929 г.)
- 2021 г. – Лорина Камбурова, българска актриса (* 1991 г.)

## Празници
- Нигерия – Ден на детето
- Полша – Ден на местното самоуправление
- Русия и Киргизстан – Ден на библиотеките
- Украйна – Ден на работещите в химическата промишленост